# Visszhangok
A Visszhangok (eredeti cím: Echoes) 2022-es ausztrál [drámasorozat, amelyet Vanessa Gazy alkotott meg. A főbb szerepekben Michelle Monaghan, Matthew Bomer, Daniel Sunjata, Ali Stroker és Karen Robinson látható.
Ausztráliába és Magyarországon 2022. augusztus 19-én mutatta be a Netflix.

## Ismertető
Az egypetéjű ikreknek, Leninek és Ginának, van egy veszélyes titkuk. Gyermekkoruk óta titokban felcserélték életüket, ami felnőttként egy kettős életben csúcsosodott ki, ahol két otthonon, két férjen és egy gyermeken osztoznak. Világuk akkor borul fel, amikor az egyik iker eltűnik.

## Szereplők

### Főszereplők
| Szereplő                    | Színész                                                                          | Magyar hang[forrás?]                   |
| --------------------------- | -------------------------------------------------------------------------------- | -------------------------------------- |
| Leni McCleary               | Michelle Monaghan Madison Abbott (Leni fiatalon) Victoria Abbott (Gina fiatalon) | Varga Gabriella Nagy Blanka (fiatalon) |
| Gina McCleary               | Michelle Monaghan Madison Abbott (Leni fiatalon) Victoria Abbott (Gina fiatalon) | Varga Gabriella Nagy Blanka (fiatalon) |
| Jack Beck                   | Matt Bomer                                                                       | Dévai Balázs                           |
| Louise Floss seriff         | Karen Robinson                                                                   | Kocsis Mariann                         |
| Claudia McCleary            | Ali Stroker                                                                      | Mezei Kitty                            |
| Mathilda "Mattie" Beck      | Gable Swanlund                                                                   | Bak Julianna                           |
| Paula Martinez helyettes    | Rosanny Zayas                                                                    | Mohács Nóra                            |
| Victor McCleary             | Michael O'Neill                                                                  | Borbiczki Ferenc                       |
| Dylan James                 | Jonathan Tucker                                                                  | Bozsó Péter                            |
| Dylan James                 | Clayton Royal Johnson (fiatalon)                                                 | Kenéz Ágoston                          |
| Charles "Charlie" Davenport | Daniel Sunjata                                                                   | Debreczeny Csaba                       |

### Mellékszereplő
| Szereplő              | Színész       | Magyar hang        |
| --------------------- | ------------- | ------------------ |
| Georgia Tyler         | Celia Weston  | Menszátor Magdolna |
| Maria Czerny McCleary | Tyner Rushing | Erdős Borcsa       |
| Meg                   | Alise Willis  | Tarr Judit         |

### Magyar változat
- Magyar szöveg: Vajnági Mária
- Hangmérnök: Hegede Béla
- Vágó: László László
- Gyártásvezető: Újréti Zsuzsa
- Szinkronrendező: Szép Erzsébet
- Produkciós vezető: Haramia Judit

A szinkront az Iyuno Hungary készítette.

## A sorozat készítése
Az sorozatot Vanessa Gazy készítette és írta. Michelle Monaghan játszotta a főszerepet. Majd Matthew Bomer és Daniel Sunjata is csatlakozott a szereplőgárdához.
Bár ausztrál produkcióról van szó, a sorozat az Egyesült Államokban játszódik. A forgatás Wilmingtonban zajlott.

## Epizódok
| Sor. | Év. | Cím                 | Rendező       | Író                                | Premier             |
| ---- | --- | ------------------- | ------------- | ---------------------------------- | ------------------- |
| 1.   | 1.  | Otthon (Home)       | Kat Candler   | Vanessa Gazy                       | 2022. augusztus 19. |
| 2.   | 2.  | Szülinap (Birthday) | Kat Candler   | Vanessa Gazy                       | 2022. augusztus 19. |
| 3.   | 3.  | Buli (Party)        | Li Lu         | Brian Yorkey                       | 2022. augusztus 19. |
| 4.   | 4.  | Holttest (Body)     | Li Lu         | Quinton Peeples                    | 2022. augusztus 19. |
| 5.   | 5.  | Gina (Gina)         | Anna Mastro   | Julie Hébert és Mimi Won Techentin | 2022. augusztus 19. |
| 6.   | 6.  | Tűz (Fire)          | Anna Mastro   | Quinton Peeples és M. K. Malone    | 2022. augusztus 19. |
| 7.   | 7.  | Vízesés (Falls)     | Valerie Weiss | Quinton Peeples és Vanessa Gazy    | 2022. augusztus 19. |